# Sommer-Paralympics 2024/Teilnehmer (St. Vincent und die Grenadinen)
| stlisierte Goldmedaille | stlisierte Silbermedaille | stlisierte Bronzemedaille |
| ----------------------- | ------------------------- | ------------------------- |
| —                       | —                         | —                         |

St. Vincent und die Grenadinen entsandte einen Athleten zu den Paralympischen Sommerspielen 2024 in Paris. Als Fahnenträger bei der Eröffnungsfeier wurde Kentreal Timothy Kydd ausgewählt.

## Teilnehmer nach Sportart

### Schwimmen
| Athleten              | Klassifizierung | Wettbewerb(e) | Zeit/Weite | Rang |
| --------------------- | --------------- | ------------- | ---------- | ---- |
| Männer                |                 |               |            |      |
| Kentreal Timothy Kydd | S9              | 50 m Freistil | 31,45 sek  | 17   |